# December's Children (And Everybody's)
December's Children (And Everybody's), pubblicato il 4 dicembre 1965, è il quinto album della discografia americana dei Rolling Stones.
L'album è una raccolta di pezzi dal vivo e brani registrati durante i due anni di attività. La copertina è la medesima di quella della versione inglese dell'album Out of Our Heads.

## Tracce
Tutte le canzoni sono di Jagger/Richards, eccetto dove indicato.
1. She Said Yeah (Sonny Christy/Roddy Jackson) - 1:34
2. Talkin' 'Bout You (Chuck Berry) - 2:31
3. You Better Move On (Arthur Alexander) - 2:39
4. Look What You've Done (McKinley Morganfield) - 2:16
5. The Singer Not the Song - 2:22
6. Route 66 (Bobby Troup) - 2:39
7. Get Off of My Cloud - 2:55
8. I'm Free - 2:23
9. As Tears Go By (Jagger/Richards/Andrew Loog Oldham) - 2:45
10. Gotta Get Away - 2:07
11. Blue Turns to Grey - 2:29
12. I'm Moving On (Hank Snow) - 2:14

- Le canzoni 6 e 12 sono state registrate dal vivo nel marzo 1965 in Inghilterra e pubblicate la prima volta nell'EP Got Live If You Want It!.
- You Better Move On: prima pubblicazione in Inghilterra nel gennaio 1964 sull'EP The Rolling Stones.
- As Tears Go By: scritta nel 1964 e incisa per la prima volta da Marianne Faithfull.

## Formazione
- Mick Jagger – voce, percussioni; armonica a bocca in I'm Moving On
- Keith Richards – chitarra, cori
- Brian Jones – chitarra, pianoforte, organo, cori; armonica a bocca in Look What You've Done
- Bill Wyman – basso, cori
- Charlie Watts – batteria, percussioni

### Altri musicisti
- Ian Stewart – pianoforte, marimba, percussioni
- Jack Nitzsche – pianoforte, organo, percussioni